# Баш-Ебра
Баш-Е́бра — район (кумарка) Каталонії (кат. Baix Ebre). Столиця району — м. Туртоза (кат. Tortosa). Баш-Ебра знаходиться на Півдні Каталонії, у так званій Новій Каталонії.

## Фото

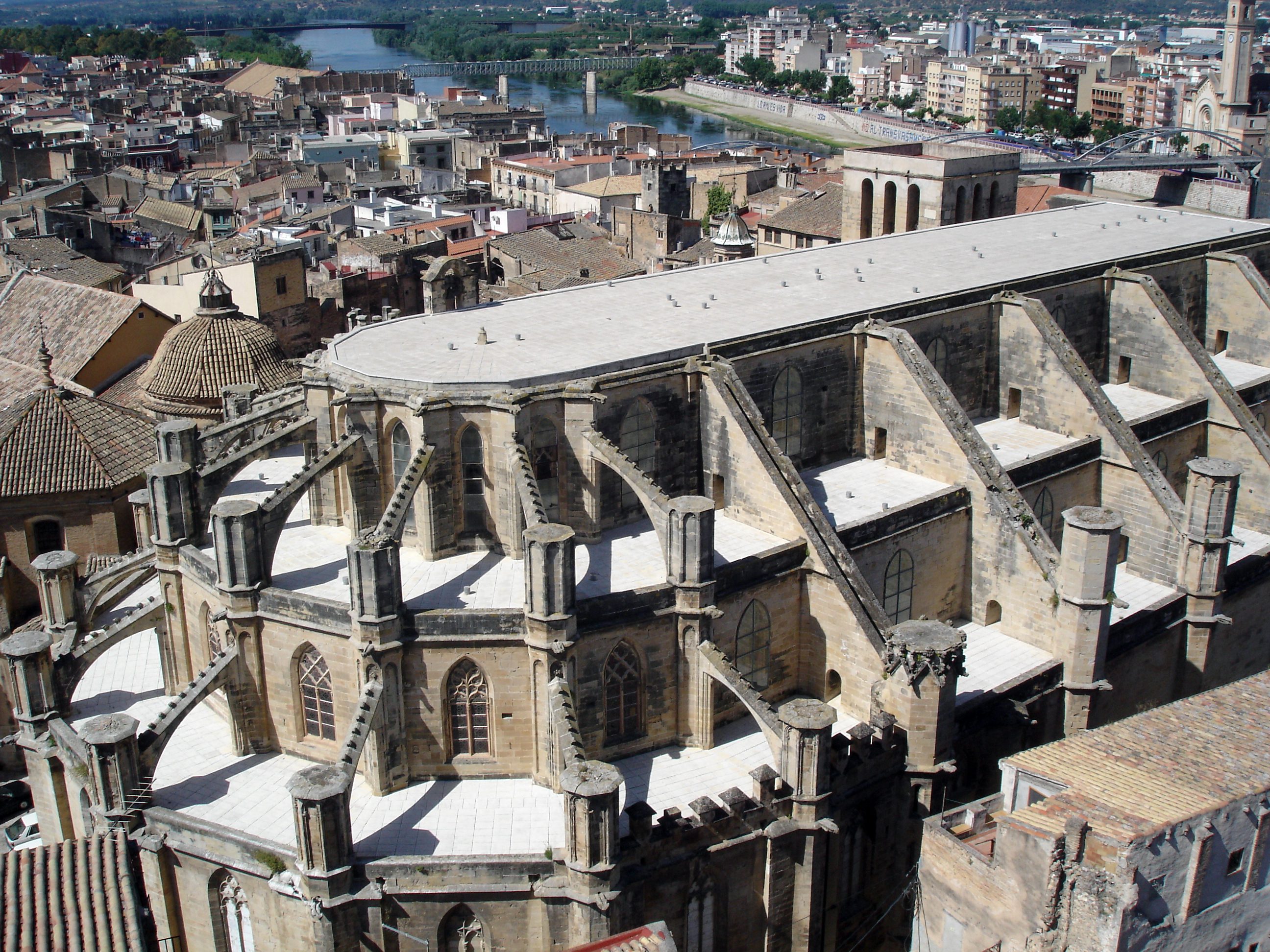
Кафедральний собор у м. Туртоза
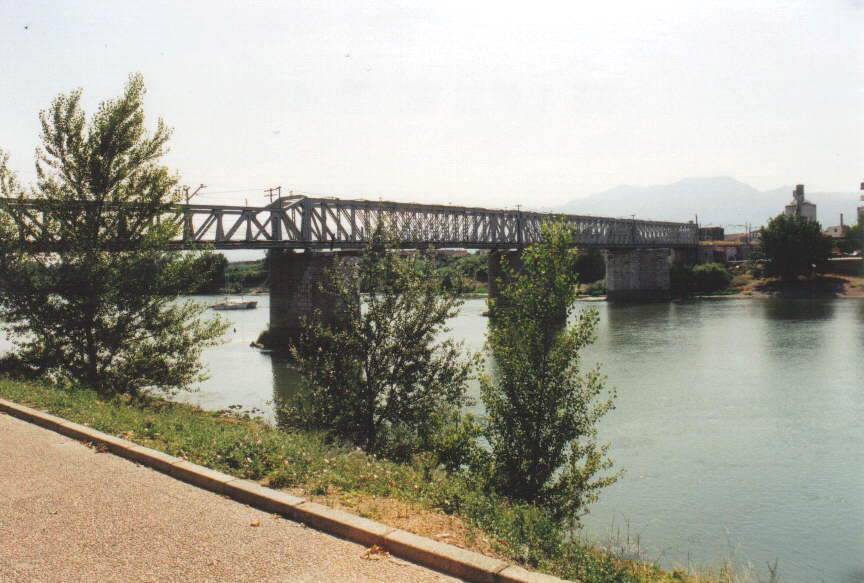
Річка Ебро в районі м. Туртоза

## Муніципалітети
- л'Алдеа (кат. Aldea, l') — населення 3.927 осіб;
- Алдубе (кат. Aldover) — населення 946 осіб;
- Алфара-да-Карлас (кат. Alfara de Carles) — населення 389 осіб;
- л'Амеля-да-Мар (кат. Ametlla de Mar, l') — населення 7.071 особа;
- л'Амполя (кат. Ampolla, l') — населення 2.662 особи;
- Баніфальєт (кат. Benifallet) — населення 808 осіб;
- Камарлас (кат. Camarles) — населення 3.479 осіб;
- Далтебра (кат. Deltebre) — населення 11.063 особи;
- Паулс (кат. Paüls) — населення 607 осіб;
- Ал-Паральо (кат. Perelló, el) — населення 2.895 осіб;
- Рукетас (кат. Roquetes) — населення 7.689 осіб;
- Тібеньш (кат. Tivenys) — населення 926 осіб;
- Туртоза (кат. Tortosa) — населення 34.832 особи;
- Шерта (кат. Xerta) — населення 1.296 осіб.